# Idéation
L'idéation est le processus créatif de production, développement, et communication de nouvelles idées ; le terme idée signifie ici un élément de base de la pensée, ou plutôt de la vie psychique en général, qui peut être aussi bien sensoriel ou concret qu'abstrait. L'idéation est la formation et l’enchaînement des idées.
L'idéation comprend tous les stades d'un processus de pensée original, de l'innovation au développement de l'idée et jusqu'à son achèvement. C'est ainsi un aspect essentiel de tout processus créatif ou conceptuel, d'où son importance aussi bien en pédagogie que dans la vie pratique. Le terme idéation est un anglicisme tiré de ideation, terme inventé par John Stuart Mill,.
Les outils servant l'idéation sont appelés des idéateurs.